# DDX19B
DDX19B (англ. DEAD-box helicase 19B) – білок, який кодується однойменним геном, розташованим у людей на короткому плечі 16-ї хромосоми. Довжина поліпептидного ланцюга білка становить 479 амінокислот, а молекулярна маса — 53 927.
| 10         |  | 20         |  | 30         |  | 40         |  | 50         |
| ---------- |  | ---------- |  | ---------- |  | ---------- |  | ---------- |
| MATDSWALAV |  | DEQEAAAESL |  | SNLHLKEEKI |  | KPDTNGAVVK |  | TNANAEKTDE |
| EEKEDRAAQS |  | LLNKLIRSNL |  | VDNTNQVEVL |  | QRDPNSPLYS |  | VKSFEELRLK |
| PQLLQGVYAM |  | GFNRPSKIQE |  | NALPLMLAEP |  | PQNLIAQSQS |  | GTGKTAAFVL |
| AMLSQVEPAN |  | KYPQCLCLSP |  | TYELALQTGK |  | VIEQMGKFYP |  | ELKLAYAVRG |
| NKLERGQKIS |  | EQIVIGTPGT |  | VLDWCSKLKF |  | IDPKKIKVFV |  | LDEADVMIAT |
| QGHQDQSIRI |  | QRMLPRNCQM |  | LLFSATFEDS |  | VWKFAQKVVP |  | DPNVIKLKRE |
| EETLDTIKQY |  | YVLCSSRDEK |  | FQALCNLYGA |  | ITIAQAMIFC |  | HTRKTASWLA |
| AELSKEGHQV |  | ALLSGEMMVE |  | QRAAVIERFR |  | EGKEKVLVTT |  | NVCARGIDVE |
| QVSVVINFDL |  | PVDKDGNPDN |  | ETYLHRIGRT |  | GRFGKRGLAV |  | NMVDSKHSMN |
| ILNRIQEHFN |  | KKIERLDTDD |  | LDEIEKIAN  |  |            |  |            |

A: Аланін

C: Цистеїн

D: Аспарагінова кислота

E: Глутамінова кислота

F: Фенілаланін

G: Гліцин

H: Гістидин

I: Ізолейцин

K: Лізин

L: Лейцин

M: Метіонін

N: Аспарагін

P: Пролін

Q: Глутамін

R: Аргінін

S: Серин

T: Треонін

V: Валін

W: Триптофан

Кодований геном білок за функціями належить до гідролаз, геліказ. 
Задіяний у таких біологічних процесах, як транспорт, транспорт білків, транспорт мРНК, транслокація, ацетилювання, альтернативний сплайсинг. 
Білок має сайт для зв'язування з АТФ, нуклеотидами, РНК. 
Локалізований у цитоплазмі, ядрі, мембрані, комплексі ядерної пори.